# بلدة فان بورن مقاطعة فاونتن (إنديانا)
بلدة فان بورن، مقاطعة فاونتن (بالإنجليزية: Van Buren Township, Fountain County, Indiana)‏ هي منطقة سكنية تقع في الولايات المتحدة في مقاطعة فاونتن (إنديانا). يقدر عدد سكانها بـ 2,972 نسمة وترتفع عن سطح البحر 179 متر.